# Центровий з піднебесся
«Центровий з піднебесся» (рос. «Центровой из поднебесья») — радянський музичний фільм про спорт 1975 року, знятий Ісааком Магітоном за сценарієм Василя Аксьонова. Прем'єра фільму відбулася в березні 1977 року.

## Сюжет
Баскетбольна команда «Студент», яку очолює тренер Самсон Грозняк, сповнена амбіцій, але їй не вистачає хорошого центрового. Юрій Кулич-Куликовський звичайний чабан — у нього блискучі природні дані для баскетболу, але спорт його зовсім не цікавить. Він би ніколи і не потрапив в команду, якби не закохався у співачку Ніну Челнокову. Солістка популярного ансамблю з гастролями відвідує безліч міст, і єдиний шанс встигнути за нею — об'їздити країну разом з баскетбольною командою. Поступово тренеру вдається пробудити в Юрії спортивне честолюбство. Пройшовши через низку поразок і перемог, команда «Студент» виходить у фінал престижного змагання, де їй належить помірятися силами з американськими баскетболістами. Зустріч стає зоряним часом для Юрія…

## У ролях
- Сергій Кретов (озвучив Олексій Інжеватов) —  Юрій Кулич-Куликовський
- Людмила Суворкина —  Ніна Челнокова
- Борис Ципурія (озвучив Борис Іванов) —  Самсон Аркадійович Грозняк
- Юрій Машкин —  Євген Харитончик
- Аркадій Арканов —  Слоновський
- Михайло Калинкин —  баскетболіст команди «Студент»
- Павло Ремезов —  Роберт Доул

## Знімальна група
- Режисер: Ісаак Магітон
- Сценарист: Василь Аксьонов
- Оператор: Леонід Петров
- Композитор: Олександр Зацепін
- Текст пісень: Леонід Дербеньов
- Художники: Дмитро Богородський, Віктор Власьков